# (1173) Анхис
(1173) Анхис (лат. Anchises, греч. Ἀγχίσης) — крупный троянский астероид Юпитера, двигающийся в точке Лагранжа L5, в 60° позади планеты. (1173) Анхис является одним из немногих троянцев, для которого был определён спектральный класс — это тёмный астероид класса P. Он был обнаружен 17 октября 1930 года немецким астрономом Карлом Рейнмутом в обсерватория Хайдельберг и назван в честь Анхиса, персонажа древнегреческой мифологии.

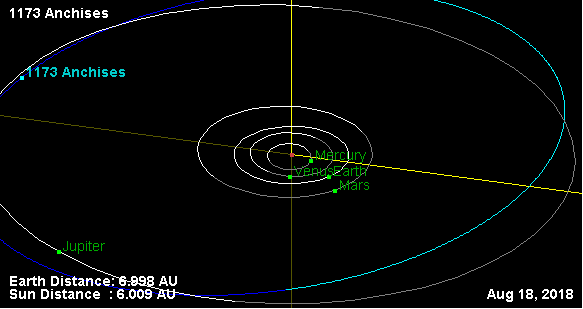
Орбита астероида Анхис и его положение в Солнечной системе

Астероид (1173) Анхис является очень крупный троянцем, имеющим в диаметре свыше 126 км. По этому показателю он занимает седьмое место среди всех известных троянских астероидов Юпитера.
Ближайшее сближение с любой планетой произойдёт 3 февраля 2120 года, когда астероид пройдёт в 2,669 а. е. (399,3 млн км) от Юпитера.